# 버드 그린스펀
버드 그린스펀(Bud Greenspan, 본명: Jonah J. "Bud" Greenspan, 1926년 9월 18일 ~ 2010년 12월 25일)은 스포츠 다큐멘터리 영화로 알려진 미국의 영화 감독, 작가, 프로듀서이다. 후반의 수년간 어두운 테의 안경을 맨머리 위에 착용한 것으로 구별되는 모습을 보였다.

## 사망
그린스펀은 2010년 성탄절에 뉴욕시에서 84세의 나이로 파킨슨병으로 사망했다.

## 참여 작품
- 하이스먼 트로피
- 1932년 하계 올림픽
- 1984년 하계 올림픽
- 1936년 하계 올림픽
- 1988년 하계 올림픽
- 1988년 동계 올림픽
- 1992년 하계 올림픽
- 1972년 하계 올림픽
- 1994년 동계 올림픽
- 1996년 하계 올림픽
- 1998년 동계 올림픽
- 2000년 하계 올림픽
- 1972년 하계 올림픽
- 2002년 동계 올림픽
- 2004년 하계 올림픽
- 2010년 동계 올림픽